# Район Беимбета Майлина
Райо́н Беимбе́та Ма́йлина (каз. Бейімбет Майлин ауданы, до 2019 года — Тара́новский) — административно-территориальная единица в Костанайской области Казахстана. Административный центр — село Айет, удалён от областного центра на 97 км.
С 2019 года район носит имя казахского писателя, драматурга Беимбета Майлина

## Физико-географическая характеристика

### Географическое положение
Район Беймбета Майлина расположен на западе области. Район граничит в северной части с Челябинской областью России, Фёдоровским и Костанайским районами, в восточной части с Аулиекольским районом, в южной части с Камыстинским районом, в западной части с Денисовским районом. Общая площадь района составляет 7,6 тыс. км².

### Рельеф
На территории района Беймбета Майлина 3 природные области: южная Притобольская засушливо-степная, Тобольско-Прикушмурунская сухостепная, область долин рек Тобола и Аята.
Южная Притобольская озёрно-равнинная область расположена по обе стороны реки Тобол и входит в состав степных равнин Западно-Сибирской низменности. Для территории характерна слабая бессточность, плоский рельеф с большим количеством западин и мелких озёрных котловин. Понижения часто разделяются вытянутыми песчаными возвышенностями и буграми. Cклоны плавно переходят в прилегающие равнинные участки. В западной части области озёра более многосклонны. Значительное число водоёмов находится в стадии зарастания, а также встречаются сухие и полусухие озёра.
Тобольско-Прикушмурунская область характеризуется сильной опесчаненностью и представляет собой слабоволнистую равнину, с повышением в западной части, где абсолютные высоты достигают 230—240 м, на востоке — 205—215 м. На плоской и слабоволнистой поверхности восточной части области расположены небольшие озёра, сухие и полусухие впадины.
Долины рек Тобол и Аят выполняют функцию естественного дренажа к прилегающим водораздельным склонам. Территория области подразделяется на два крупных природных района: долину реки Тобол и притобольский склоновый район. Последний охватывает расчленённые логами и балками склоны долин рек Тобол и Аят. Овраги с обожжёнными стенками встречаются редко и имеют незначительную глубину. Рельеф склонов преимущественно увалистый: системы увалов ступенчато спускаются по направлению к речным долинам.

### Климат
Для района характерен резко-континентальный климат. Географическое положение, однородный рельеф и отсутствие чередования суши с крупными водоёмами способствуют активной трансформации воздушных масс. Особенно интенсивно эти процессы проявляются в зимний период. Из районов Прибайкалья, Алтая и Монголии в районы Костанайской области проникает холодное воздушное течение под названием ось Воейкова. Она устанавливает ясную и морозную погоду с движением воздушных масс юго-западного и южного направления. Ветер в районе: весной — юго-западный, осенью — южный, зимой — юго-западный, летом — северный.
Зима продолжительная и суровая (конец октября по конец апреля), без оттепелей и с устойчивым снежным покровом глубиной от 20 до 40 см. Средняя температура января составляет −17,3 °C, отклонения от климатической нормы могут достигать 8-10 °C. Минимальные температуры могут опускаться до −40…−45 °C. Зиме присущи сильные ветры, часто переходящие в метели. Метельные периоды могут продолжаться несколько суток, сопровождаясь кратковременным потеплением и снегопадами, после которых наступает резкое похолодание с ослаблением ветра. Такое чередование погодных условий характерно для всего зимнего периода, при этом наибольшая интенсивность метелей наблюдается в декабре — феврале. Редким явлением является вторжение тёплых и влажных воздушных масс из Средней Азии на территорию района в период с ноября по март, которые устанавливают на несколько дней тёплую погода с осадками в виде дождя и мокрого снега со среднесуточной температурой от 0 °C до 2 °C тепла.

### Гидрография
Гидрографическая сеть района представлена реками Тобол и Аят. В пределах района Тобол протекает по центральной части с юго-запада на северо-восток. Общая протяженность реки по территории района равна 54 км. По северо-западной границе района протекает река Аят, в пределах района протяженность — 55,5 км. Реки имеют большое значение как источники орошения, поэтому в 1958 году в районе слияния рек Тобол и Аят было создано Каратомарское водохранилище.
Наиболее крупные озёра — Кайындыколь, Иырколь, Карасор, Аласор, Аралсор и другие.

### Полезные ископаемые
На территории района найдены месторождения железа, боксита, стекольных песков, минеральной ваты и строительных минералов. В районе находится единственное в Костанайской области месторождение песков, пригодных для производства стекла. Месторождения железа представлены месторождениями: Аятское (бурожелезняковая руда), Лисаковское (солитовая бурожелезняковая руда), Соколовское и Сарбайское (магнетитовые контактово-метосоматические руды).

### Флора и фауна
В районе встречаются ковыль, типчак, полынь, сосна, береза, из животных волк, лисица, заяц, лось, сайгак, суслик, хомяк и другие.

## История
Археологические исследования, проведённые на территории района, подтверждают заселение этих земель человеком уже в IV веке до нашей эры. Об этом свидетельствуют обнаруженные каменные орудия труда и оружие из бронзы, относящиеся к эпохе неолита. Основной ареал расселения людей это небольшие селения вдоль рек Аят и Тобол и близ озёр. Был распространён кочевой образ жизни и часть населения была занята земледелием. На протяжении многих веков территория нынешнего района была частью кочевья казахов Младшего и Среднего жуза. Один из значительных этапов переселения на территорию района пришелся на конец XIX — начало XX веков из центральной России и других мест Российской империи. Уже к 1881 году в Кустанайском уезде послелились 1200 переселенцев. В годы переселения на берегах рек Аят и Тобол появились сёла Асенкритовка, Викторовка, Павловка, Варваринка, Аятское, Оренбургское, Ново-Ильиновка, Валерьяновка, Нелюбинка, Екатериновка и другие.
В 1868 г. территория района стала частью Кустанайского уезда (Домбарская волость) новообразованной Тургайской области. 1 января 1881 г. Домбарская волость разделилась на Домбарскую и Бестюбинскую, а 1 января 1894 повторно разделена — на Домбарскую и Карабалыкскую волости. 1 апреля 1921 года образована Кустанайская губерния из Кустанайского (в том числе Домбарская волость Денисовского района) и Тургайского уездов. 27 июля 1922 года Денисовский район стал Денисовским уездом, в состав которого входили 27 волостей. После укрупнения волостей в уездах 29 марта 1923 г. Домбарская волость была ликвидирована, а территорию разделили между Аятской и Бестюбинской волостями. 21 сентября 1925 года Денисовский уезд был ликвидирован, а его территория присоединена к Кустанайской губернии в один Кустанайский уезд, который был реорганизован в Кустанайский округ. 17 декабря 1930 года Кустанайский округ был ликвидирован, территория района в составе Денисовского района передана Житикаринскому району, в КазАССР введено районное деление. Тарановский район был образован 29 декабря 1935 года из части территории Семиозёрного района с административным центром в селе Викторовка в составе Актюбинской области, а 29 июля 1936 года вошёл в состав новообразованной Кустанайской области, районный центр переименован в Тарановское.
12 декабря 2018 года районный центр Тарановское переименован в Айет, а 25 июня 2019 года Указом Президента РК район переименован в район Беимбета Майлина.

## Население
| Численность населения | Численность населения | Численность населения | Численность населения | Численность населения | Численность населения | Численность населения | Численность населения | Численность населения | Численность населения |
| 1939                  | 1959                  | 1970                  | 1979                  | 1989                  | 1999                  | 2000                  | 2001                  | 2002                  | 2003                  |
| --------------------- | --------------------- | --------------------- | --------------------- | --------------------- | --------------------- | --------------------- | --------------------- | --------------------- | --------------------- |
| 21 502                | ↗53 516               | ↗71 177               | ↘49 227               | ↗52 217               | ↘39 206               | ↘37 900               | ↘35 934               | ↘33 619               | ↘31 417               |
| 2004                  | 2005                  | 2006                  | 2007                  | 2008                  | 2009                  | 2010                  | 2011                  | 2012                  | 2013                  |
| ↘30 069               | ↘29 150               | ↘28 430               | ↘28 338               | ↘28 054               | ↗29 403               | ↘28 967               | ↘28 449               | ↘27 920               | ↘27 704               |
| 2014                  | 2015                  | 2016                  | 2017                  | 2018                  | 2019                  | 2020                  | 2021                  | 2022                  | 2023                  |
| ↘27 353               | ↘26 841               | ↘26 380               | ↘25 965               | ↘25 432               | ↘24 853               | ↘24 251               | ↘23 712               | ↘23 550               | ↘22 888               |
| 2024                  |                       |                       |                       |                       |                       |                       |                       |                       |                       |
| ↘22 543               |                       |                       |                       |                       |                       |                       |                       |                       |                       |

Национальный состав, 1939 год:
- украинцы — 8 275 чел. (38,48 %)
- русские — 5 241 чел. (24,37 %)
- казахи — 4 926 чел. (22,91 %)
- немцы — 2 314 чел. (10,76 %)
- татары — 102 чел. (0,47 %)
- корейцы — 41 чел. (0,19 %)
- другие — 603 чел. (2,8 %)
- Всего — 21 502 чел. (100,00 %)

Национальный состав (на начало 2019 года):
- русские — 10 809 чел. (43,49 %)
- казахи — 6 811 чел. (27,41 %)
- украинцы — 3 180 чел. (12,80 %)
- немцы — 1 940 чел. (7,81 %)
- белорусы — 669 чел. (2,69 %)
- татары — 459 чел. (1,85 %)
- азербайджанцы — 231 чел. (0,93 %)
- башкиры — 120 чел. (0,48 %)
- армяне — 108 чел. (0,43 %)
- молдаване — 90 чел. (0,36 %)
- мордва — 65 чел. (0,26 %)
- удмурты — 62 чел. (0,25 %)
- другие — 309 чел. (1,24 %)
- Всего — 24 853 чел. (100,00 %)

## Административно-территориальное деление
Район Беимбета Майлина состоит из 8 сельских и 1 поселкового округа:
| Сельский округ/посёлок         | Населённые пункты |
| Асенкритовский сельский округ  | село Асенкритовка, село Баталы, село Варваринка, село Кызылжар, село Николаевка, село Майлин                                             |
| Белинский сельский округ       | село Кайындыколь, село Смайловка, село Максут                                                                                            |
| Калининский сельский округ     | село Береговое, село Нагорное, село Юбилейное                                                                                            |
| Майский сельский округ         | село Майское, село Приреченское |
| сельский округ Байшуак         | село Байшуак, село Набережное |
| Новоильиновский сельский округ | село Новоильиновка, село Валерьяновка, село Аксуатское, село Притобольское, село Богородское, село Козыревка, село Увальное, село Мирное |
| Павловский сельский округ      | село Павловка, село Апановка, село Евгеновка                                                                                             |
| сельский округ Айет            | село Айет, село Оренбургское, село Красносельское, село Щербиновка, село Журавлёвка                                                      |
| не входит в сельский округ     | посёлок Тобол, село Приозёрное |

## Известные уроженцы и жители района
Беимбет (Бикмухамет) Жармагамбетович Майлин (15 ноября 1894 — 10 ноября 1938) — казахский писатель, поэт, педагог, драматург, один из основоположников казахской советской литературы. Родился в урочище Жалши, ныне аул Майлин.
Елубай Умурзаков (31 января 1899 — 2 апреля 1974) — актёр театра и кино, певец, домбрист, народный артист Казахской ССР. Родился в ауле № 21, ныне аул Майлин.
Сейтхан Нурмухамбетович Темирбаев (5 июня 1922 — 15 июня 1983) — Герой Советского Союза (1945). Родился в ауле Кызылжар.
Василий Иванович Пипчук (17 октября 1924 — 24 декабря 1996) — полный кавалер ордена Славы (1944). Родился в селе Асенкритовка.
В районе трудились Герои Социалистического Труда — Дмитрий Иванович Берлин, Ли Ен Бем, Александр Иосифович Казачонок, Артём Анисимович Петренко, Павел Сергеевич Токарев, Балгабай Мурзахметов.

## Экономика
На территории района находится Лисаковский горно-обогатительный комбинат, железобетонный, макаронный, колбасный заводы, а также хлебозавод.

### Транспорт
Через территорию района проходит железная дорога с запада на восток Карталы — Астана, а с юго-запада на северо-восток Костанай — Житикара. Через район проходит трасса A22 (Карабутак — Комсомольское — Денисовка — Рудный — Костанай) и автомобильная дорога Костанай — Житикара.

## Достопримечательности
На берегу Каратомарского водохранилища находится курган Халвай 3 синташтинской культуры.